# Coptops japonicus
Coptops japonicus es una especie de escarabajo longicornio del género Coptops, tribu Mesosini, subfamilia Lamiinae. Fue descrita científicamente por Breuning en 1936.

## Descripción
Mide 11-20 milímetros de longitud.

## Distribución
Se distribuye por China.